# Пантина, Арина Дмитриевна
Арина Дмитриевна Пантина (род. 2 августа 2006, Ярославль) — российская пловчиха, чемпионка России на открытой воде, призёр чемпионатов России, двукратная чемпионка мира по плаванию в ластах, мастер спорта России международного класса по подводному спорту (2022).

## Биография
Арина Пантина родилась 2 августа 2006 года в Ярославле.

## Карьера
На российских соревнованиях выступает за Ярославскую и Тульскую области. Её тренерами являются Ольга Серякова и Ольга Попкова.
В 2020 году Арине было присвоено звание «Мастер спорта России» по подводному спорту и плаванию, в 2022 году — «Мастер спорта России международного класса» по подводному спорту.
В июне 2021 года на первенстве мира по плаванию в ластах, который проходил в Италии, стала победительницей на дистанции 400 метров в классических ластах, установила новый юношеский мировой рекорд с результатом 3:46,0. Также праздновала победу на дистанции 200 метров и в смешанной эстафете 4×100 метров.
В 2023 и 2024 годах становилась чемпионкой страны на открытой воде в составе эстафеты.
В июне 2024 года приняла участие в Играх стран БРИКС, где стала серебряным призёром на дистанции 800 метров вольным стилем.
В июле 2024 года на чемпионате мира по плаванию в ластах, который проходил в Белграде, завоевала две золотые медали на дистанциях 200 и 400 метров в классических ластах.

## Документы
- Приказ о присвоении звания «Мастер спорта России»
- Приказ о присвоении звания «Мастер спорта России международного класса»